# Lacunas da lei
Uma lacuna da lei é um vazio ou uma incompletude do ordenamento legislativo por inexistência de uma norma jurídica aplicada in concreto, ou seja, inexistência de dispositivo aplicável ao caso concreto ou de um critério para que se saiba qual norma aplicar. Portanto a lacuna se caracteriza quando a lei é omissa ou falha em relação a determinado caso. Lacuna da lei é uma omissão involuntária, detectada no texto de uma lei, da regulamentação de determinada espécie de caso. Tal omissão é resolvida mediante técnicas de integração.
Para resolver o problema, recorre-se aos costumes, à jurisprudência, aos princípios gerais do direito, à analogia e, segundo alguns juristas, também à equidade. A essas fontes que se destinam a colmatar as lacunas da lei dá-se o nome de direito subsidiário.
No Brasil os casos de lacunas ou omissão em lei são tratados segundo o artigo 4º da Lei de Introdução às Normas do Direito Brasileiro e o artigo 140 do Código de Processo Civil, que proíbe a técnica do non liquet.